# West Byfleet
West Byfleet är en ort i Storbritannien.   Den ligger i grevskapet Surrey och riksdelen England, i den södra delen av landet, 30 km sydväst om huvudstaden London. West Byfleet ligger 27 meter över havet och antalet invånare är 5 054.
Terrängen runt West Byfleet är platt. Runt West Byfleet är det tätbefolkat, med 442 invånare per kvadratkilometer. Närmaste större samhälle är Woking, 4,2 km sydväst om West Byfleet. Trakten runt West Byfleet består till största delen av jordbruksmark.